# Грінер Андрій Михайлович
Андрій Михайлович Грінер (* 25 червня 1973, Львів) — український футболіст. Захисник, виступав, зокрема, за «Карпати» (Львів), «Скалу» (Стрий), ЦСКА (Київ) і «Поділля» (Хмельницький). Працює тренером у СДЮШОР «Карпати» (Львів).

## Життєпис
Вихованець СДЮШОР «Карпати» (Львів). Перший тренер — Андрій Усманович Карімов.
Навчався у Львівському інституті фізичної культури.
Виступав за команди: «Карпати» (Львів), «Скала» (Стрий), «Галичина» (Дрогобич), ЦСКА (Київ), «Поділля» (Хмельницький), ФК «Тисмениця», «Газовик» (Комарно), «Рома» (Бєльці, Молдова), «Карпати» (Кам'янка-Бузька), «Гарай» (Жовква) і «Рочин» (Соснівка).
Працює тренером у СДЮШОР «Карпати» (Львів).